# Scutellonema bradys
Scutellonema bradys är en rundmaskart. Scutellonema bradys ingår i släktet Scutellonema och familjen Hoplolaimidae. Inga underarter finns listade i Catalogue of Life.